# Hinoemata (Fukushima)
Hinoemata (檜枝岐村 Hinoemata-mura?) es una villa localizada en la prefectura de Fukushima, Japón. En junio de 2019 tenía una población de 561 habitantes y una densidad de población de 1,44 personas por km². Su área total es de 390,46 km².

## Geografía

### Municipios circundantes
- Prefectura de Fukushima
  - Tadami
  - Minamiaizu
- Prefectura de Gunma
  - Katashina
- Prefectura de Niigata
  - Uonuma
- Prefectura de Tochigi
  - Nikkō

## Demografía
Según datos del censo japonés, la población de Hinoemata ha disminuido en los últimos años.
| Año del censo | Población |
| ------------- | --------- |
| 1995          | 727       |
| 2000          | 757       |
| 2005          | 706       |
| 2010          | 636       |
| 2015          | 615       |